# Éditions du Nord
 (décembre 2022).
Les Éditions du Nord sont une maison d'édition belge fondée en 1920 par Albert Parmentier et active jusqu'en 1966.
Elles étaient spécialisées dans les livres illustrés par des dessinateurs réputés tels que Falké, Touchet, Dignimont, Nelly Degouy, Hermine David, Maurice Langaskens, Luc De Jaegher, Sylvain Sauvage, Pierre Gandon, Philippe Swyncop, Joris Minne, Désiré Acket, Constant Montald, Gus Bofa, Henri Cassiers.

## Histoire

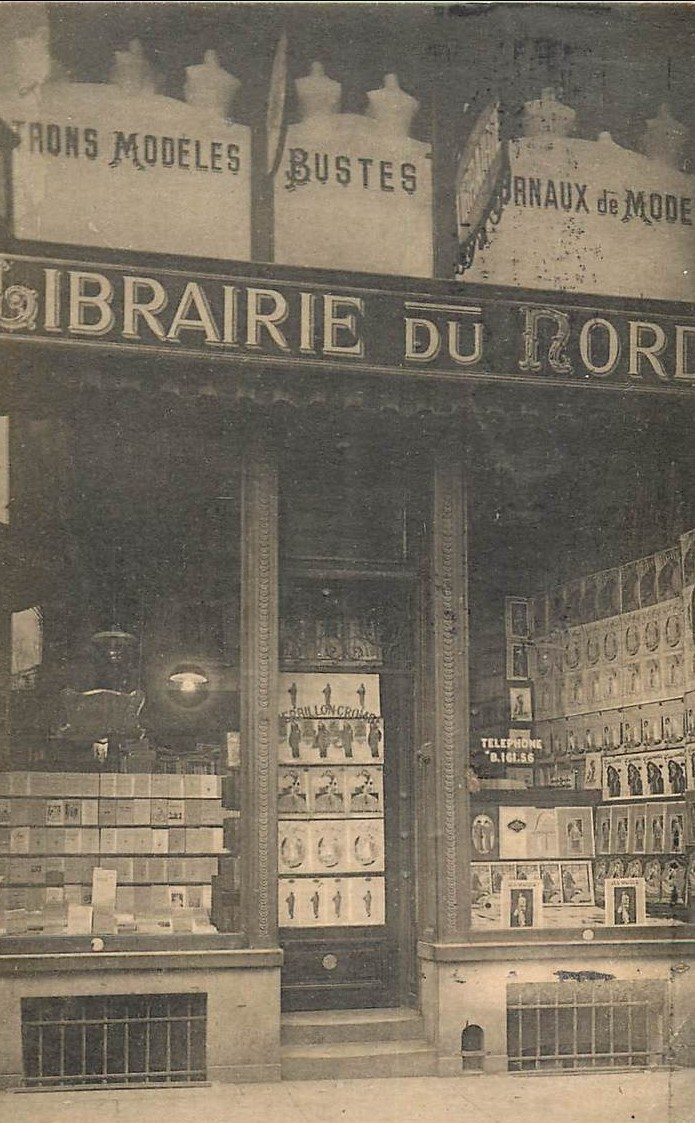
La librairie du Nord vers 1925

Les Éditions du Nord sont issues de la librairie créée par Ch. Demuylder en 1876, spécialisée en patrons de mode et revues de mode. La librairie sera reprise en 1908 par sa belle-sœur Marie Eulalie Herbillon (née Crombé).
Albert Parmentier (1891-1966), gendre de Marie Eulalie Herbillon, reprit la direction de la maison Herbillon-Crombé et créa les Editions du Nord afin de publier des éditions précieuses d'ouvrages littéraires.
Au décès d'Albert Parmentier, la  position dominante d'Herbillon-Crombé sur le marché belge des patrons de mode a justifié le rachat des Patrons Herbillon, des Editions du Nord et la Librairie du Nord par la Société American Can Company (à l'époque, propriétaire de Butterick Fashion Marketing Company, une société de patrons de mode célèbre aux USA dont le siège était à New-York, 161 Sixth Avenue).
Vu le manque d'intérêt des repreneurs pour la Librairie du Nord, celle-ci a été reprise par la belle-fille d'Albert Parmentier, Marie-Louise. Les Editions du Nord, elles, disparaissent, et sans celles-ci la Librairie du Nord n'a pas survécu longtemps. Elle a été définitivement fermée en 1970.

## Albert Parmentier
Les Éditions du Nord s'identifient à leur fondateur et directeur, Albert Parmentier : plusieurs ouvrages seront édités sous le nom d'Éditions du Nord - Albert Parmentier. Né le 1er aout 1891 à Gand, fils d'un fabricant de pianos, il épouse Catherine Yvonne Lentz, fille de Marie-Eulalie Crombé et de Gustave Lentz.
Il reprend  la direction de la maison Herbillon-Crombé en 1920 et la scinde en trois entités : la Librairie du Nord, les Éditions du Nord et les Patrons Herbillon. Bibliophile passionné, il édite  la série Les gloires littéraires, puis la série Le panthéon du bibliophile. Avec ces complices, l'imprimeur Charles De Bruycker et Paul Angenot chargé du texte, il éditera des auteurs français et belges (Verhaeren, Streuvels, De Coster) et donnera l'occasion à des illustrateurs belges de développer leur talent d'illustrateur (e.a. Swyncop, Degouy, De Jaegher, Cassiers, Langaskens) .
Pendant la seconde guerre mondiale, malgré les restrictions de papier, il continue à éditer des ouvrages destinés aux bibliophiles et il lance les collections Electa et Flamma Tenax, moins luxueuses, mais toujours dédiées à l'illustration d'ouvrages littéraires.
Albert Parmentier a publié sous son nom, à ses éditions : Quelques artistes de France et de Belgique. Cassiers, Hémard, Dignimont, Montald, Martin, Swyncop, Falké. Portraits et croquis inédits par eux-mêmes.
Il a également publié une revue trimestrielle de bibliophilie: l’Écureuil, dont au moins quatre numéros ont paru entre 1932 et 1935.

## Publications
Parmi les nombreux livres édités par les Éditions du Nord, on citera : 

### CollectionElecta

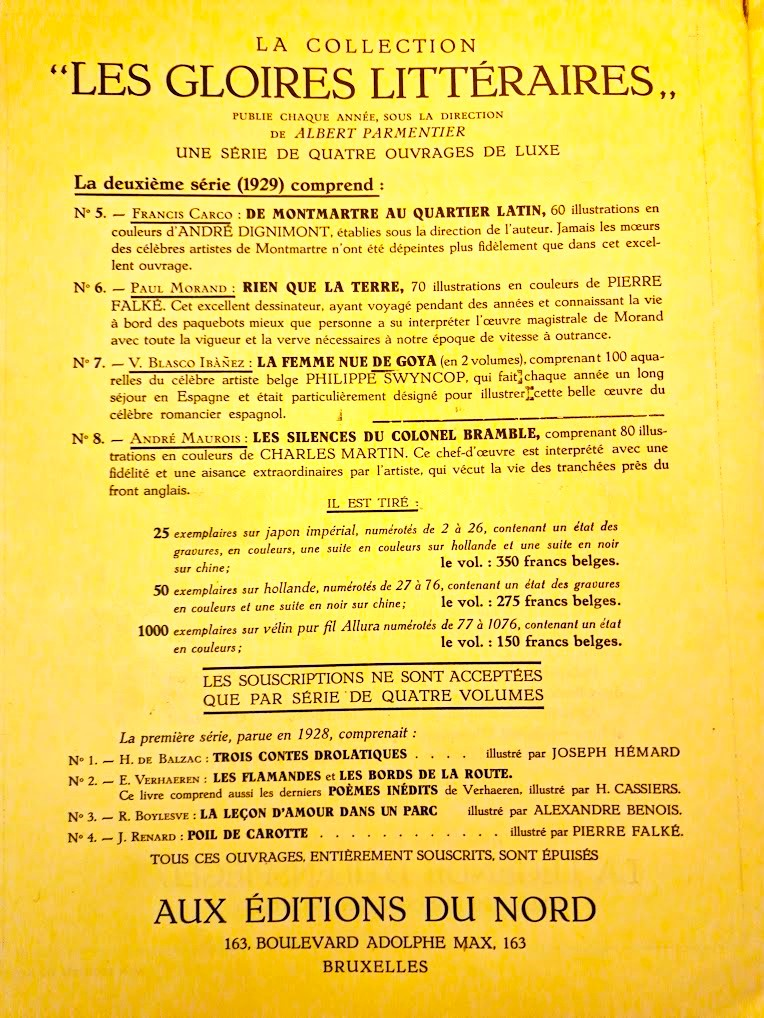
publicité de 1929

- no 1 Maxence van der Meersch, L'Empreinte du Dieu, bois en couleurs de Maurice Langaskens, 241 pp.
- no 2 Pierre Benoit, Axelle, bois en couleurs de Maurice Langaskens, 1943, 283 pp.
- no 3 Maxence van der Meersch, Maria, fille de Flandre, bois en couleurs de Lucien Dejaegher, 1943, 243 pp. .
- no 4 Jean Martet, Marion des neiges, bois en couleurs de Lucien Dejaegher, 1943, 224 pp.. .
- no 5 Pierre Benoit, Lunegarde, bois en couleurs de Désiré Acket, 1944, 249 pp.
- no 6 Pierre Benoit, L'Atlantide, bois en couleurs de Nelly Degouy, 1944, 284 pp.
- no 7 Romain Rolland, Colas Breugnon, bois en couleurs de Roméo Dumoulin, 1944, 272 pp.

### CollectionLes Gloires littéraires[6]
- no 1 Honoré de Balzac, Trois contes drôlatiques, illustré par Joseph Hémard
- no 2 Émile Verhaeren, Les Flamandes et les bords de la route, illustré par Henri Cassiers
- no 3 René Boylesve, La Leçon d'amour dans un parc, illustré par Alexandre Benois
- no 4 Jules Renard, Poil de Carotte. Illustré par Pierre Falké
- no 5 Francis Carco, De Montmartre au quartier latin, 60 illustrations d'André Dignimont
- no 6 Paul Morand, Rien que la terre, 70 illustrations de Pierre Falké
- no 7 Vincente Blasco Ibanez, La Femme nue de Goya, 2 volumes, 80 aquarelles de Philippe Swyncop
- no 8 André Maurois, Les Silences du colonel Bramble, 80 illustrations de Charles Martin

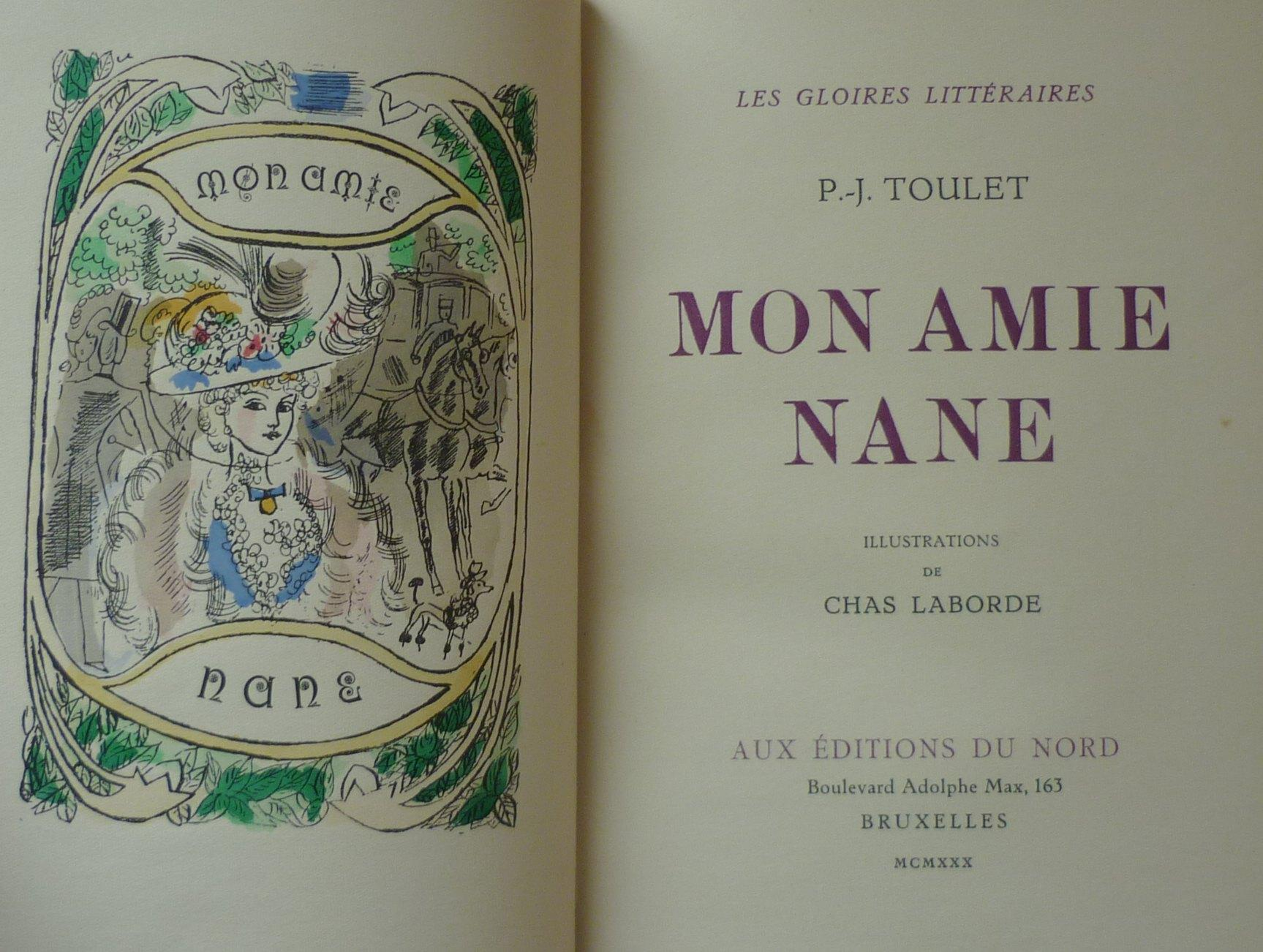
Page de titre de "Mon amie Nane"

- no 10 Paul-Jean Toulet, Mon amie Nane, Illustrations par Chas Laborde
- no 19 et 20 Rudyard Kipling, Le Livre de la jungle, édition illustrée de bois en couleurs de Pierre Falké, 1934
- no 24 Anatole France, Les Dieux ont soif, édition illustrée par Sylvain Sauvage
- no 25  Louis Pergaud, La Guerre des boutons, Illustrations en couleurs de Jacques Touchet

### Collection le panthéon du bibliophile
- no 1 Jonathan Swift, Les voyages de Gulliver, 30 eaux fortes et 36 gravures hors-texte de Gus Bofa, deux volumes, 1929
- no 2 Charles de Coster, La Légende et les aventures héroïques, joyeuses et glorieuses d'Ulenspiegel et de Lamme Goedzak au pays de Flandres et ailleurs, 100 aquarelles de Constant. Montald, 2 volumes, 1931
- no 3 Stijn Streuvels, Sous le ciel de Flandre, illustrations de Henri Cassiers

### CollectionFlamma Tenax
- no 1 Maxence Van der Meersch, Corps et âmes, illustrations de Charles Fouqueray
- no 2 Pierre Louÿs, La Femme et le Pantin, illustrations de Philippe Swyncop
- no 3 Henri De Régnier, La Pécheresse, illustrations d'Umberto Brunelleschi